# Chirimoya
Chirimoya är en ort i Mexiko.   Den ligger i kommunen San Felipe och delstaten Guanajuato, i den centrala delen av landet, 300 km nordväst om huvudstaden Mexico City. Chirimoya ligger 1 877 meter över havet och antalet invånare är 1 014.
Terrängen runt Chirimoya är kuperad åt sydost, men åt nordväst är den platt. Chirimoya ligger nere i en dal. Runt Chirimoya är det ganska glesbefolkat, med 31 invånare per kvadratkilometer. Närmaste större samhälle är San Felipe, 18,1 km sydväst om Chirimoya. Trakten runt Chirimoya består till största delen av jordbruksmark.